# Schistostege infumata
Schistostege infumata là một loài bướm đêm trong họ Geometridae.